# De Havilland DH.112 Venom
Die de Havilland DH.112 Venom (bzw. Sea Venom) war ein einstrahliges Jagdflugzeug des britischen Herstellers de Havilland Aircraft Company. Sie war eine Weiterentwicklung der DH.100 Vampire. Der Erstflug erfolgte am 2. September 1949.

## Geschichte
Als Ende 1945 de Havillands neues H.2-Ghost-Strahltriebwerk zum ersten Mal einen Standschub von 22,3 kN (5000 lbst) erreichte, fasste man den Entschluss, die DH. 100 Vampire zu überarbeiten und das H.1-Goblin-Triebwerk der Vampire zu ersetzen.
So wurde das Ghost-Triebwerk bereits in die fünfte Serien-Vampire eingebaut, die am 8. Mai 1947 zum ersten Mal flog und am 23. März 1948 mit 18.119 Meter (59.446 ft) einen neuen Höhenweltrekord aufstellte. Den Rekordflug führte de Havillands Cheftestpilot John Cunningham durch. Diese Maschine, eine Vampire F.1 mit der RAF-Seriennummer TG 278, erhielt dazu eine Spannweitenvergrößerung um 2,44 m (8 ft).
De Havilland schlug die als Vampire FB.8 oder „Dünnflügel-Vampire“ (thin-wing Vampire) bezeichnete Ghost-Variante als Interimslösung bis zur Verfügbarkeit der als Vampire-Ablösung vorgesehenen Hawker Hunter und Supermarine Swift vor. Entsprechend diesem Vorschlag verfasste das Air Ministry das Pflichtenheft E.15/49, das die technischen Anforderungen festlegte. Nach der Detailkonstruktionsphase wurde klar, dass die Maschine sich stark von der Vampire unterscheiden würde und sie erhielt daraufhin die Bezeichnung DH.112.
Im Februar 1949 wurden zwei von English Electric in Lizenz produzierte Vampire-Flugzeugzellen in das de-Havilland-Werk in Hatfield transportiert und dort als Prototypen der DH.112 ausgerüstet, die von da an den Zusatznamen „Venom“ trug. Schon nach sechs Monaten konnten die ersten Rollversuche beginnen und am 2. September 1949 der Erstflug durchgeführt werden. Nach der Erprobung beim Aeroplane & Armament Experimental Establishment kehrten beide Prototypen zu de Havilland zurück und wurden modifiziert, um die festgestellten Mängel wie Ruderflattern bei Mach 0,81, hohe Steuerkräfte, unzureichende Luftbremsen usw. zu beheben.
Zwischen dem 8. Juli 1949 und dem 28. Februar 1951 erhielt de Havilland, verteilt auf drei Verträge, Aufträge zum Bau von insgesamt 375 Venom FB.1. Zwei weitere Aufträge über 162 FB.1 wurden vor dem Baubeginn wieder storniert.

## Konstruktion

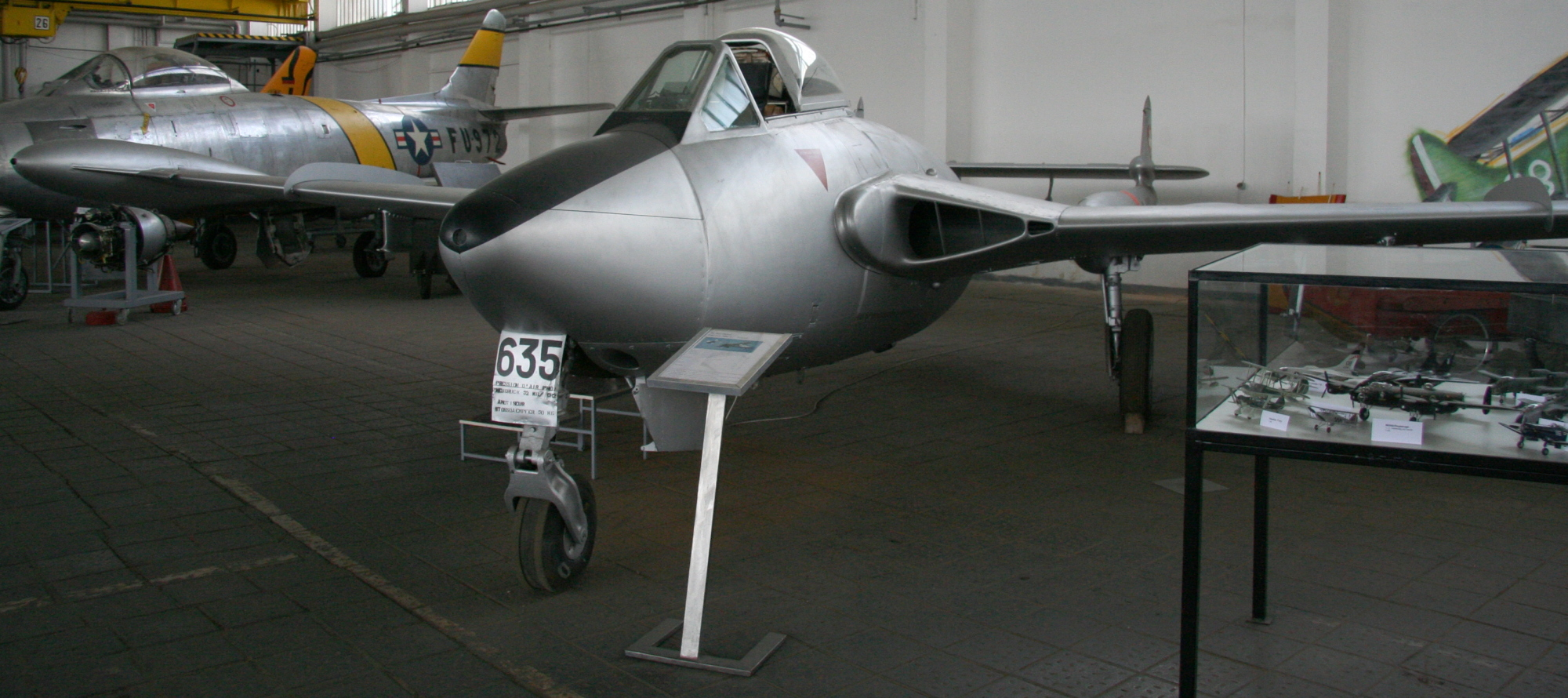
DH.112 im Museum für Luftfahrt und Technik Wernigerode mit der für die Schweizer Venom typischen spitzen Nase, welche zum Einbau des UHF-Funks und der IFF-Transponder verlängert wurde.

Um die Konstruktion zu vereinfachen, stützte sich die Auslegung der Venom im Wesentlichen auf die der Vampire. Die Tragfläche wurde jedoch neu entwickelt; sie erhielt eine Vorderkantenpfeilung von 17°, während die Hinterkante gerade verlief. Das Dickenverhältnis war mit 10 % um 4 Prozentpunkte geringer als bei der Vampire. Die Tragfläche wurde so verstärkt, dass das Mitführen von abwerfbaren 340-l-(75-Imp.gal.)-Tragflächenendtanks (Wingtip tanks) möglich wurde. Die Venom war das einzige RAF-Jagdflugzeug, das jemals mit derartigen Tanks ausgerüstet war.
Wie bei der Vampire waren auch in der Venom die vier 20-mm-Hispano-Mk.V-Kanonen im unteren Bug eingebaut und die Aufhängevorrichtungen für die Abwurfwaffen befanden sich ebenfalls in der Tragflächenmitte. Die Rumpfgondel der Vampire FB.5 wurde ebenfalls beibehalten, was zur Folge hatte, dass auch in der Venom kein Schleudersitz verwendet werden konnte. Der hintere Teil, der das Triebwerk aufnahm, musste jedoch umkonstruiert werden, da das Ghost-Triebwerk gegenüber dem Goblin einen 7,5 cm größeren Durchmesser und eine 53 cm größere Länge aufwies. Dadurch mussten auch die Lufteinlässe in der Flügelwurzel umkonstruiert werden. Der Leitwerksteil entsprach anfangs vollständig dem der Vampire, wurde jedoch im Laufe der Weiterentwicklung deutlich umkonstruiert.

## Varianten
Für die Streitkräfte des Vereinigten Königreiches wurden folgende Baureihen entwickelt:
Venom FB.1
Die ursprüngliche einsitzige Jagdbomber-Variante der Venom für die Royal Air Force (RAF), 375 gebaut.
Venom NF.2
Der Prototyp der ersten Nachtjägervariante, der am 22. August 1950 zum ersten Mal flog, wurde von de Havilland privatfinanziert entwickelt. Erst am 21. Dezember 1950 erteilte die RAF den Auftrag zur Produktion von 60 Maschinen und kaufte im Januar 1951 auch den Prototyp. Die Variante war mit einem bereits weitgehend veralteten britischen AI.10-Radargerät ausgerüstet und besaß zwei leicht versetzt nebeneinanderliegende Sitze.
Venom NF.2A
Im März 1951 wurde ein Auftrag zum Bau weiterer 100 NF.2 erteilt, von denen aber tatsächlich nur 30 Maschinen hergestellt wurden. Diese unterschieden sich von den ursprünglichen NF.2 durch ein verändertes Leitwerk und eine neue Kanzelabdeckung. Die Bezeichnung NF.2A wurde nicht offiziell verwendet.
Venom NF.3
Im Juli 1951 wurden weitere 193 NF.2 bestellt, die jedoch noch während der Produktion auf den neuen NF.3-Standard umgestellt wurden. Die NF.3 verwendete das stärkere Ghost-104-Triebwerk, das AI.21-Radargerät (britische Bezeichnung für das US-amerikanische Western Electric AN/APS-57), sowie das modifizierte NF.2A-Leitwerk. Von den bestellten 193 Exemplaren wurden nur 65 gebaut. Der letzte Auftrag vom September 1951 für die Nachtjägervarianten umfasste 34 NF.2, von denen aber nur sechs als NF.3 gebaut wurden. Die Gesamtproduktion an Venom-Nachtjägern umfasste 162 Maschinen
Venom FB.4
Dies war der letzte Produktionsstandard des einsitzigen Jagdbombers für die RAF mit Ghost-105-Triebwerken, Schleudersitzen und ebenfalls strukturellen Verstärkungen, 250 gebaut.
Sea Venom NF.20 (FAW.20)
Für den Fleet Air Arm (FAA) der Royal Navy wurde die NF.20 (später FAW.20) unter der Bezeichnung „Sea Venom“ zur Verwendung auf Flugzeugträgern mit abklappbaren Tragflächen versehen. Diese Modifizierung der NF2 hatte ihren Erstflug am 19. April 1951 und wurde Anfang 1954 in Dienst gestellt, 50 gebaut.
Sea Venom FAW.21
Die Version FAW.21 für den FAA stellte die entsprechenden Weiterentwicklungen der FAW.20 auf Basis der NF.3 dar. Auch hatte sie ein für den Trägereinsatz optimiertes Fahrwerk. Sechs Maschinen wurden später zu unbewaffneten ECM21, einer Ausführung für elektronische Gegenmaßnahmen, umgebaut.
Venom FAW.22
Eines der Hauptmerkmale der Variante FAW.22 war die Verwendung des nochmals stärkeren Ghost-105-Triebwerks, 39 gebaut. Auch hier gab es einige Umbauten zu einer entsprechenden ECM22-Variante.

## Export und Lizenzproduktion
Exportversionen erhielten bei britischen Herstellern grundsätzlich Variantennummern über 50, wobei die Unterschiede zu den sonstigen RAF- und Fleet-Air-Arm-Ausführungen meistens nur gering waren. So begannen auch bei der Venom die entsprechenden Versionen mit der Mk.50 (FB.50). Insgesamt wurden 345 Venom in Lizenz gefertigt.

### Australische Marine
Im September 1954 begann in Christchurch der Bau von 39 Sea Venom FAW.53 für die Royal Australian Navy, die bis Januar 1956 ausgeliefert wurden. Die Maschinen waren von 1956 bis 1973 auf dem Flugzeugträger Melbourne eingesetzt. Während dieser Zeit wurden elf Flugzeuge bei Unfällen irreparabel beschädigt und weitere elf als fluguntüchtig verkauft.

### Frankreich
Im August 1951 begann die Aéronavale Verhandlungen mit de Havilland für den Bau von 146 Sea Venom, die von der SNCASE hergestellt werden sollten. Zusätzlich waren vier Prototypen aus von de Havilland gelieferten Untergruppen geplant. Gebaut wurden jedoch weniger als 100 Exemplare mit bei Fiat hergestellten Ghost 48/1-Triebwerken, die den Namen Aquilon erhielten.
Die ersten 25 Serienflugzeuge (Aquilon 201) konnten nur von Land aus operieren. Die 25 trägergestützt operierenden Aquilon 202 hatten ein verstärktes Fahrwerk, eine Schiebehaube und ein Westinghouse AN/APQ-65 Radarsystem zur Steuerung zweier Martel 551 Luft-Luft-Raketen (A.A.20?). Die nachfolgenden 40 Aquilon 203 waren einsitzig, hatten einen Turbo-Alternator an dem vorher vom Beobachter besetzten Platz, ein APQ-94-Radar und ein Lenksystem für zwei Nord 5103 Luft-Luft-Raketen. Einige 201 wurden zu Aquilon 204 Schulflugzeugen mit Doppelsteuerung modifiziert, die jedoch auch nur an Land eingesetzt werden konnten.
Die Flottilles 11F und 16F flogen die Aquilon zwischen 1960 und 1962 Einsätze von Bord der Clemenceau im Algerienkrieg. Ab 1964 erfolgte die schrittweise Außerdienststellung und der Ersatz durch die Chance Vought F-8E(FN).

### Irak
Im Jahr 1953 bestellte die irakische Luftwaffe (Royal Iraqi Air Force, RIAF) 15 Venom FB.1 (Exportbezeichnung FB.50), die 1954 geliefert wurden. Der Einsatz erfolgte bei der 5 Squ. auf dem Flugplatz RAF Habbaniya, wo die Maschinen die Dienstnummern 352 bis 366 trugen. Zum Ausgleich von zwischenzeitlichen Verlusten erhielt die Luftwaffe 1957 zusätzlich sechs ex-RAF FB.1. Nach dem Sturz der Monarchie 1958 gingen die Flugzeuge an die Iraqi Air Force, IQAF über.

### Italien
Die italienischen Luftstreitkräfte (Aeronautica Militare Italiana, AMI) planten die Venom in Lizenz zu produzieren, mussten diesen Plan aber aufgeben, nachdem die erwartete Finanzierung aus dem amerikanischen Mutual Defense Assistance Act nicht zustande kam. So beschaffte die AMI zur Erprobung lediglich zwei in England produzierte FB.50, die im Januar 1953 geliefert und im Juli 1954 bzw. März 1957 wieder ausgemustert wurden.

### Neuseeland
Die 14 Squ. der neuseeländischen Luftstreitkräfte setzte an der Seite der RAF während des vier Jahre dauernden Einsatzes in Malaya von der britischen Regierung geliehene Venom FB.1 ein.

### Schweden
Im Januar 1951 bestellte die schwedischen Luftstreitkräfte 35 Venom NF.2 mit einer Option auf 25 weitere Exemplare, die später auch wahrgenommen wurde. Die Flugzeuge erhielten bei de Havilland die Exportbezeichnung NF.51 und wurden bei der Luftwaffe als J33 eingesetzt. Die verwendeten Ghost-Triebwerke produzierte Svenska Flygmotor unter Lizenz, die genauso wie die von Gevarsfaktoriet hergestellten 20-mm-Bordkanonen zur Montage nach England geliefert wurden.
Die Lieferung der 60 Maschinen erstreckte sich von Dezember 1952 bis Juli 1957, sodass die letzten Exemplare bereits ein Upgrade auf den NF.3-Stand erhielten. Radargeräte erhielten die Venom aus nicht mehr flugfähigen Mosquito NF.XIX. Die Maschinen wurden von 1953 bis 1960 beim Geschwader F1 in Västerås geflogen.

### Schweiz

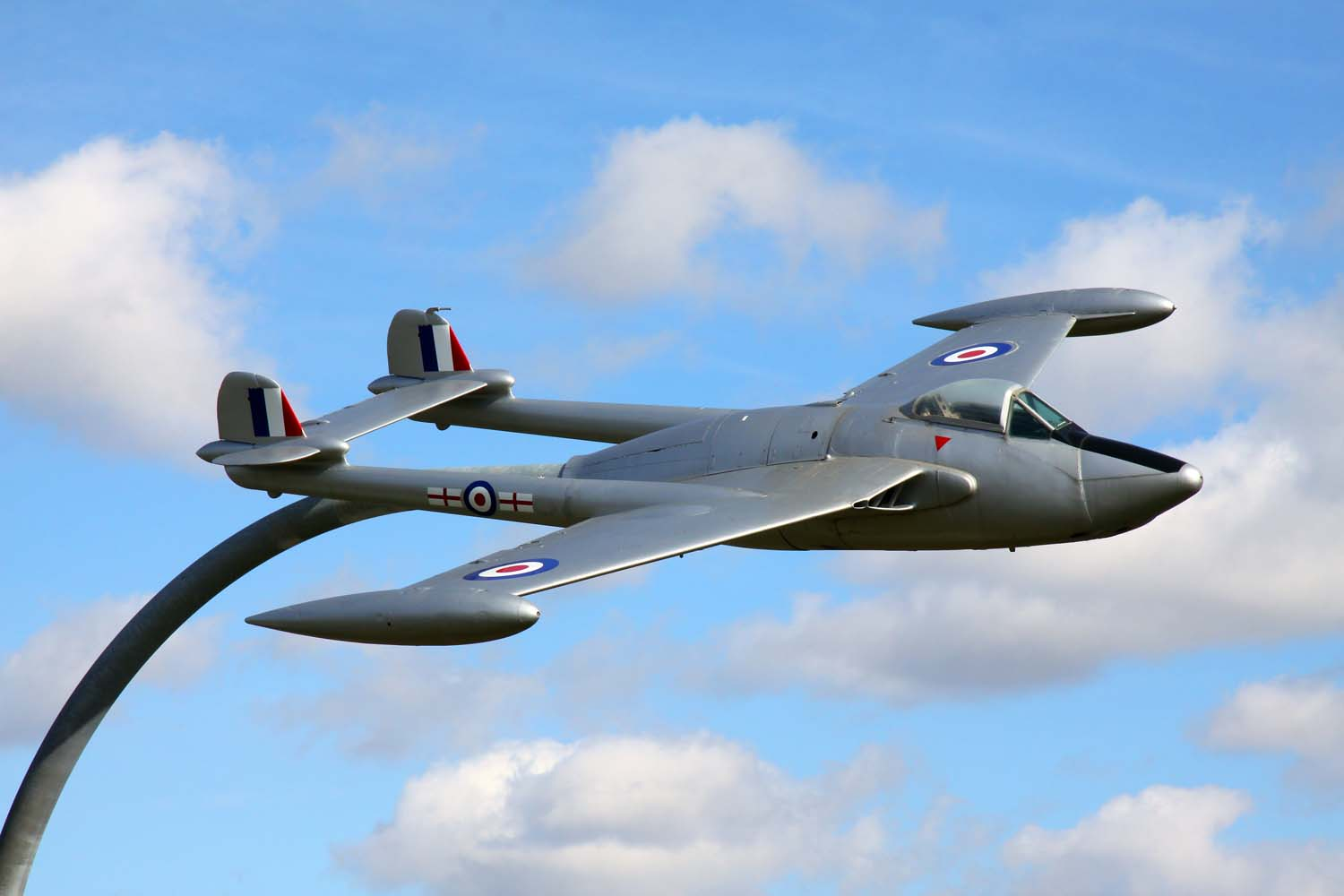
Ehemalige Schweizer J-1758 in Grove (Oxfordshire)

Ein Schweizer Firmenkonsortium bestehend aus Doflug Altenrhein (FFA), den Pilatus Flugzeugwerken und F+W Emmen bauten 126 Venom FB.1 unter Lizenz (Dienstnummern J-1501 bis J-1625). Die zugehörigen Triebwerke stellten, ebenfalls in Lizenz, die Gebrüder Sulzer her. Die 1956 hergestellten 24 FB.1R Fotoaufklärer erhielten Kameras, die in den vorderen Teil der festen Zusatztanks und in den neu konturierten Rumpfbug eingebaut wurden, wo sie zwei der vier 20-mm-Kanonen ersetzten. Die Ablieferung der Maschinen mit den Dienstnummern J-1626 bis J-1649 erfolgte von März bis September 1956. Ebenfalls noch 1956 gab es eine abschließende Lizenzvereinbarung für 100 Venom FB.4A (J-1701 bis J-1800), die mit UHF-Ausrüstung und einem verbesserten Bombenzielgerät zwischen August 1956 und März 1958 geliefert wurden. Die letzten Schweizer Venom wurden 1984 ausgemustert.
Die ehemalige Schweizer J-1758 steht heute, in den Farben der Royal Air Force lackiert, neben einem Kreisverkehr am Rande des ehemaligen Militärflugplatzes Grove in Oxfordshire (Position). Auf diesem Stützpunkt waren allerdings nie Venom stationiert.

### Venezuela
Im Juli 1955 bestellte die venezolanische Luftwaffe (Fuerza Aérea Venezolana) 22 durch Ghost 195 angetriebene Venom FB.54, die von Dezember 1955 bis August 1956 als Schiffsfracht geliefert wurden. Die Luftwaffe stellte ab Februar 1972 die Maschinen nach und nach außer Dienst, wobei die letzte 1973 ausgemustert wurde.

## Militärische Nutzer

Dreiseitenriss der Venom NF.3 im Vergleich zur FB.1

- Australien

Royal Australian Air Force
Royal Australian Navy
- Frankreich

Marine Nationale
- Irak
- Italien
- Jordanien
- Neuseeland
- Schweden
- Schweiz
- Venezuela
- Vereinigtes Königreich

Royal Air Force
Royal Navy
Stationierungsorte der RAF in Deutschland
- Royal Air Force, 2. Tactical Air Force
  - RAF Celle, Januar 1954 bis Oktober 1957, Venom FB1 (16., 94. und 145. Squadron)
  - RAF Fassberg, Januar 1954 bis Mai 1955, Venom FB1 (14., 98. und 118. Squadron), ab September 1955 bis Oktober 1956, Venom FB4 (5., 11. und 266. Squadron)
  - RAF Wunstorf, August 1951 bis November 1955 und ab Oktober 1956 bis Oktober 1957, Venom FB1/FB4 (5., 11. und 266. Squadron)

Die letzte Maschine im militärischen Einsatz wurde 1983 von der Schweizer Luftwaffe außer Dienst gestellt. Vereinzelt werden Flugzeuge dieses Typs noch bei Flugschauen verwendet.

## Technische Daten

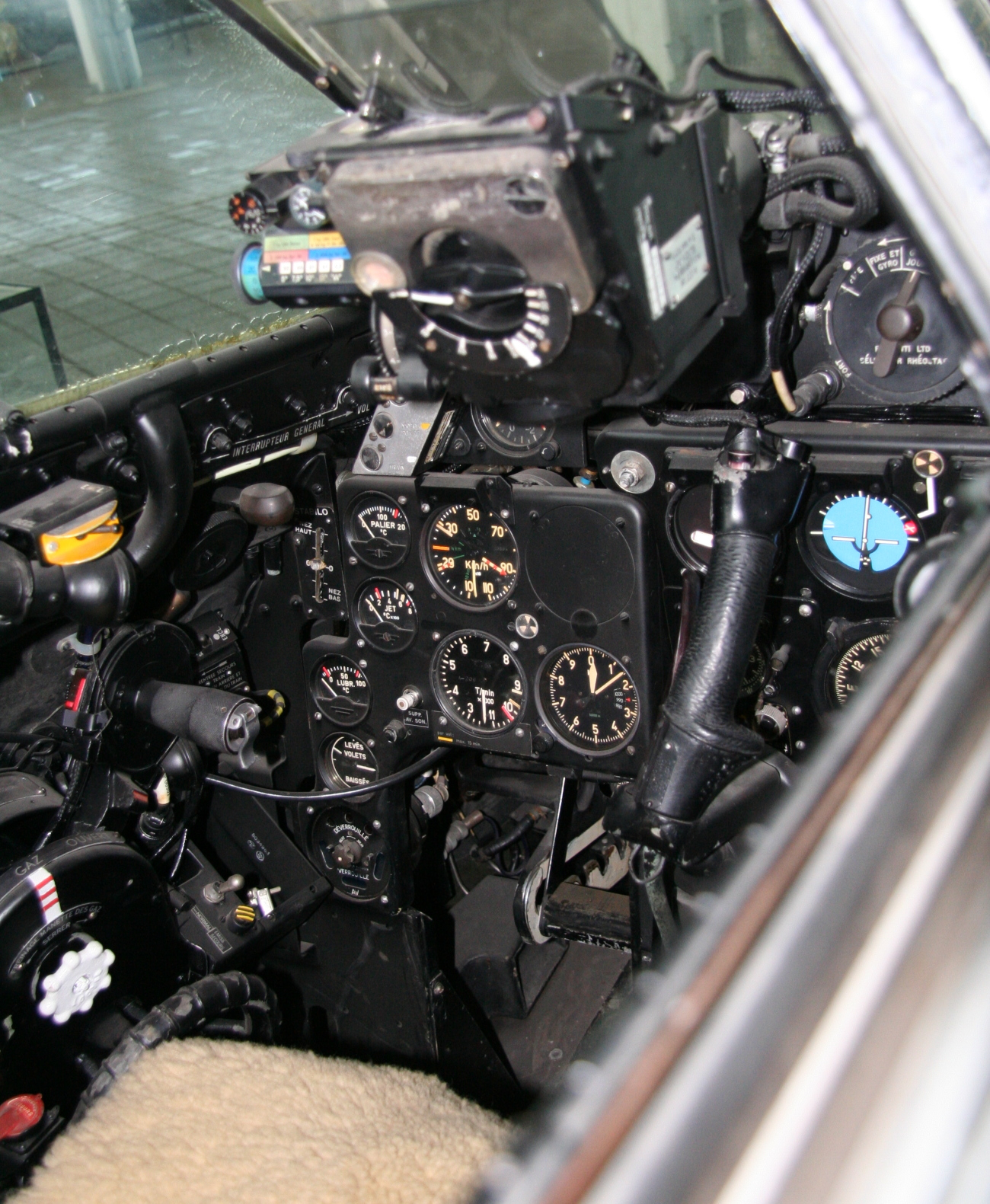
Cockpit einer DH.112

| Kenngröße             | Daten der FB.1                                         | Daten der NF.3                                         | Daten der FAW.22                                       |
| --------------------- | ------------------------------------------------------ | ------------------------------------------------------ | ------------------------------------------------------ |
| Länge                 | 9,37 m                                                 | 11,16 m                                                | 11,16 m                                                |
| Spannweite            | 11,58 m                                                | 13,04 m                                                | 13,04 m                                                |
| Höhe                  | 1,91 m                                                 | k. A.                                                  | k. A.                                                  |
| Flügelfläche          | 25,9 m²                                                | k. A.                                                  | k. A.                                                  |
| Flügelstreckung       | 5,2                                                    |                                                        |                                                        |
| Startmasse            | 5.606 kg                                               | 6.646 kg                                               | 6.819 kg                                               |
| Schub                 | ein de-Havilland-Ghost-103-Turbojet mit 21,58 kN Schub | ein de-Havilland-Ghost-104-Turbojet mit 22,07 kN Schub | ein de-Havilland-Ghost-105-Turbojet mit 23,63 kN Schub |
| Höchstgeschwindigkeit | 853 km/h                                               | 952 km/h                                               | 976 km/h                                               |
| Reichweite            | 1.730 km                                               | 1.600 km                                               | 1.520 km                                               |
| Dienstgipfelhöhe      | 12.500 m                                               | 13.702 m                                               | 15.225 m                                               |
| maximale Steigrate    | 45,7 m/s                                               | k. A.                                                  | k. A.                                                  |

## Bewaffnung
Im Rumpf montierte Rohrwaffen
- 4 × 20-mm-Maschinenkanonen Hispano-Suiza Mk.V mit je 180 Schuss Munition

Kampfmittel bis zu 1.000 kg an vier externen Aufhängepunkten
Ungelenkte Bomben
- 2 × Royal Ordnance 1000 lb (454 kg Freifallbombe)
- 2 × Royal Ordnance 500 lb (227 kg Freifallbombe)
- 4 × Royal Ordnance 250 lb (113 kg Freifallbombe)
- 2 × 4 Royal Ordnance 100 lb (45 kg Freifallbombe)
- 2 × 4 Royal Ordnance 60 lb (27 kg Splitterbombe)
- 2 × 4 Royal Ordnance 20 lb (9,1 kg Splitterbombe)
- 2 × Royal Ordnance 75-Gallonen Napalmbomben
- 2 × Flieger-Sprengbombe 68 (450 kg Freifallbombe)
- 2 × Flieger-Sprengbombe 68/70+ (450 kg Freifallbombe)
- 2 × Panzerbombe 69/71 (450 kg Penetrationsbombe)
- 2 × Feuerbombe 55/69 (400 kg Napalmbombe)[4]
- 2 × 2 Fliegerbomben 38/59 (200 kg Freifallbombe)
- 2 × 4 Fliegerbomben 37/59 (50 kg Freifallbombe)

Ungelenkte Luft-Boden-Raketen
- 4 × Startschienen für je 4 × Luft-Boden-Raketen SURA-FL; Kaliber 81 mm
- 4 × Startschienen für je 2 × Luft-Boden-Raketen SNORA; Kaliber 81 mm
- 4 × Startschienen für je 2 × 8 cm Flz.-Rakete Oerlikon-Luft-Boden-Raketen; Kaliber 80 mm
- 2 × Startschienen für je 1 × Luft-Boden-Rakete SERAM T10 (T.10); Kaliber 120 mm
- 8 × Startschienen für je 1 × Luft-Boden-Rakete RP-3 (Rocket Projectile 3-inch); Kaliber 76,2 mm
- 4 × Startschienen für je 2 × Luft-Boden-Rakete Oerlikon-5; Kaliber 52 mm
- 4 × Startschienen für je 2 × Luft-Boden-Raketen Bofors M56; Kaliber 135 mm
- 4 × Startschienen für je 4 × Luft-Boden-Raketen Bofors M55; Kaliber 75 mm

Externe Behälter
- 2 × abwerfbarer Zusatztank für 455 Liter (121 US-Gallonen) Kerosin
- 2 × abwerfbarer Zusatztank für 227 Liter (60 US-Gallonen) Kerosin
- 2 × „Aufklärer-Tank“ (Schweizer Flugwaffe); Kamera-Pods im vorderen Teil der inneren Zusatztanks. In den so ausgerüsteten Flugzeuge war anstelle der zwei rechten Kanonen ein Periskop für den Piloten eingebaut.